# 孢子
孢子是一种脱离亲本后能发育成新个体的无性或有性繁殖体，可由单细胞或多个细胞组成，是许多植物、藻类、真菌和原生动物生活史中的重要环节。

孢子

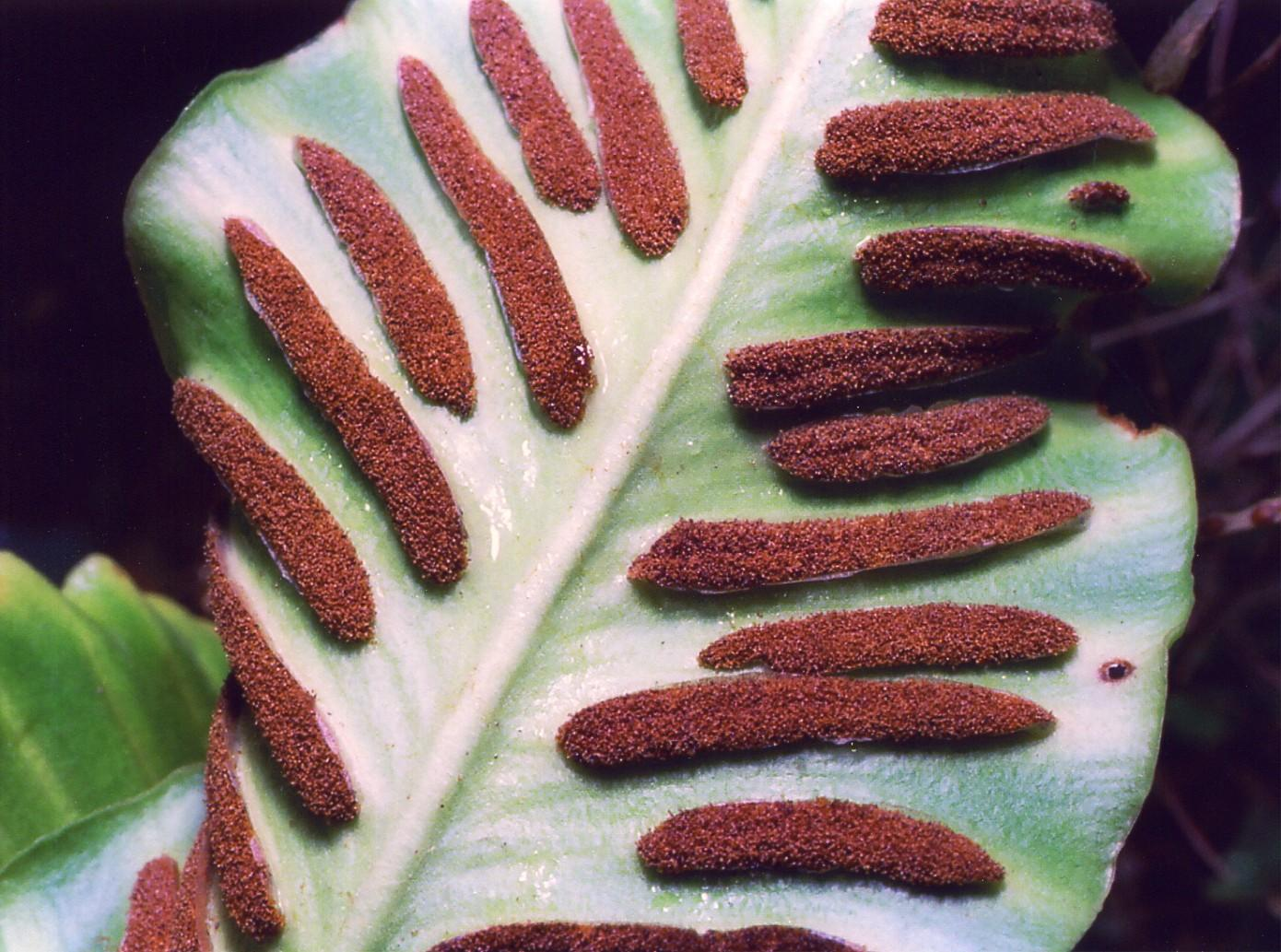
蕨類植物（阿爾泰鐵角蕨）葉背面密佈的眾多孢子囊，排列成為長條狀的孢子囊群

孢子一般能在惡劣的環境下长时间地保持自有的生存和傳播能力，並再在有利條件下發育成新個體。各大类生物的孢子依其具体發生過程和結構的不同而有種種名稱。例如可根据運動性將孢子分為游走孢子、靜孢子、似親孢子、掷孢子等，也可根据孢子在生物体上产生的位置将其分为接合孢子、子囊孢子、擔孢子、孢囊孢子等。
植物及部分藻类的孢子产生自减数分裂过程，通常是由二倍体的孢子体所生产的单个单倍体细胞，位于孢子囊内，脱离母体后在适宜的环境条件下会通过有丝分裂发育为新的多细胞生物体（配子体）。配子体成熟后产生的配子相结合，所产生的合子又可以通过有丝分裂发育为新的孢子体。这种单倍体和二倍体阶段（世代）均为多细胞的生命周期被称为世代交替。种子植物的孢子会参与到结构更复杂的繁殖体（种子和花粉）的形成发育过程中。
部分真菌（例如子囊菌門）的孢子來源於有丝分裂。
細菌孢子並非繁殖體，而是在細菌面對惡劣環境時形成的抵御性结构，以渡過困難時期。
部分黏體動物的孢子會在其寄主體內釋放偽足孢子，以感染宿主，發育成可作為其繁殖空間的原生質團。